# Psilanthele
- Commons
- Wikispecies

Psilanthele Lindau, segundo o Sistema APG II, é um género botânico pertencente à família Acanthaceae.

## Espécies
Apresenta quatro espécies:
- Psilanthele eggersii
- Psilanthele grandiflora
- Psilanthele jamaicensis
- Psilanthele minor
- «Lista das espécies»

## Nome e referências
Psilanthele Lindau, 1897

## Classificação do gênero
| Sistema | Classificação                       | Referência            |
| ------- | ----------------------------------- | --------------------- |
| APG II  | Ordem Lamiales, família Acanthaceae | APweb, versão 9, 2008 |